# Miss International Queen Vietnam 2018
Miss International Queen Vietnam 2018 còn được biết đến với tên của phiên bản chương trình thực tế là Chinh phục hoàn mỹ - Miss International Queen Vietnam, là cuộc thi Hoa hậu Chuyển giới Việt Nam lần đầu tiên được tổ chức vào ngày 11 tháng 1 năm 2019 tại Nhà thi đấu Tân Bình, Thành phố Hồ Chí Minh, Việt Nam. Do lần đầu tổ chức nên giám đốc của cuộc thi Hoa hậu Chuyển giới Quốc tế, bà Alisa Phanthusak đã trao vương miện cho người chiến thắng, cô Đỗ Nhật Hà đến từ Thành phố Hồ Chí Minh.

## Kết quả
| Kết quả                           | Thí sinh                                                                                | Dự thi quốc tế                 | Thành tích |
| --------------------------------- | --------------------------------------------------------------------------------------- | ------------------------------ | ---------- |
| Hoa hậu Chuyển giới Việt Nam 2018 | - Đỗ Nhật Hà                                                                            | Miss International Queen 2019  | Top 6      |
| Á hậu 1                           | - Nguyễn Phương Vy                                                                      | Miss Vietnam World France 2019 | Không      |
| Á hậu 2                           | - Bùi Đình Hoài Sa                                                                      | Miss International Queen 2020  | Top 12     |
| Top 5                             | - Lê Tiểu Luân (§) - Trần Nguyễn Ngọc Vi (¥)                                            |                                |            |
| Top 10                            | - Chau Kim Sang † - Nguyễn Tôn Hảo - Linh Mỹ Nhi - Đào Anh                              |                                |            |
| Top 10                            | - Nguyễn Sử Yến Mi                                                                      | Miss Universe Trans 2023       | Á hậu 1    |
| Top 16                            | - Nguyễn Hoàng My - Kayce Chung - Nguyễn An Nhi - Lý Huỳnh My - Nguyễn Nhã Kỳ - Hồ Điệp |                                |            |

- (§): Thí sinh bị loại trước vòng chung kết nhưng nhận được Chiếc vé may mắn do khán giả bình chọn, lọt thẳng vào top 10
- (¥): Thí sinh cùng đội chiến thắng phần thi Tài năng và được huấn luyện viên lựa chọn, lọt thẳng vào top 5

### Giải phụ
| Giải thưởng        | Thí sinh              |
| ------------------ | --------------------- |
| Best Makeup        | - Nguyễn Trần Ngọc Vi |
| Best Model         | - Nguyễn Tôn Hảo      |
| Best Talent        | - Bùi Đình Hoài Sa    |
| Queen of the Night | - Đỗ Nhật Hà          |

## Danh sách thí sinh
- (§): Thí sinh bị loại trước vòng chung kết nhưng nhận được Chiếc vé may mắn do khán giả bình chọn, lọt thẳng vào top 10
- (¥): Thí sinh cùng đội chiến thắng phần thi Tài năng và được huấn luyện viên lựa chọn, lọt thẳng vào top 5

### Top 16
| STT | Họ tên              | Thành tích                                           |
| --- | ------------------- | ---------------------------------------------------- |
| 1   | Đào Anh             | Top 10                                               |
| 2   | Kayce Chung         |                                                      |
| 3   | Hồ Điệp             |                                                      |
| 4   | Đỗ Nhật Hà          | Hoa hậu Chuyển giới Việt Nam 2018 Queen of the Night |
| 5   | Nguyễn Tôn Hảo      | Top 10 Best Model                                    |
| 6   | Nguyễn Nhã Kỳ       |                                                      |
| 7   | Lê Tiểu Luân        | Top 5                                                |
| 8   | Nguyễn Sử Yến Mi    | Top 10                                               |
| 9   | Lý Huỳnh My         |                                                      |
| 10  | Nguyễn Hoàng My     |                                                      |
| 11  | Linh Mỹ Nhi         | Top 10                                               |
| 12  | Nguyễn An Nhi       |                                                      |
| 13  | Bùi Đình Hoài Sa    | Á hậu 2 Best Talent                                  |
| 14  | Chau Kim Sang †     | Top 10                                               |
| 15  | Trần Nguyễn Ngọc Vi | Top 5 Best Makeup                                    |
| 16  | Nguyễn Phương Vy    | Á hậu 1                                              |

### Thông tin thí sinh
- Đỗ Nhật Hà: Top 15 Miss Beauty 2015, Top 6 Hoa hậu Chuyển giới Quốc tế 2019 cùng các thành tích Most Popular Introductory Video, Top 5 Best Evening Gown, Top 12 Best Talent, là người chuyển giới đầu tiên tham gia Hoa hậu Hoàn vũ Việt Nam 2022
- Nguyễn Phương Vy: Đăng kí tham gia Hoa hậu thế giới người Việt tại Pháp 2019 nhưng đã không đến Pháp để dự thi
- Bùi Đình Hoài Sa: Top 43 Thần tượng âm nhạc: Vietnam Idol 2015, đăng quang Miss Beauty 2015 cùng giải phụ Miss Tài năng, Top 40 Giọng hát Việt 2018, Top 12 Hoa hậu Chuyển giới Quốc tế 2020 cùng thành tích Most Popular Introductory Video, 1st Runner-up Best Talent
- Nguyễn An Nhi: Á hậu 2 Hoa hậu Chuyển giới Việt Nam 2023, Runner-up Miss International Queen Vietnam 2024 hiện tại là nhân viên tổ chức sự kiện của một công ty dịch vụ giải trí.
- Lê Tiểu Luân: Top 15 Hoa hậu Chuyển giới Việt Nam 2020
- Trần Nguyễn Ngọc Vi: Top 55 Hoa hậu Chuyển giới Việt Nam 2020, dự định tham gia Miss Trans Star International 2019 nhưng đã hủy bỏ
- Nguyễn Tôn Hảo: Top 5 Miss Beauty 2015 cùng giải phụ Miss Hình thể đẹp
- Châu Kim Sang: Top 15 Hoa hậu Chuyển giới Việt Nam 2020
- Nguyễn Sử Yến Mi: Đăng quang Transgender Star 2016, Á hậu 1 Miss Universe Trans 2023.
- Đào Anh: Top 25 Hoa hậu Chuyển giới Việt Nam 2020, dự định tham gia Miss Trans Star International 2021 nhưng đã hủy bỏ
- Linh Mỹ Nhi: Top 25 Hoa hậu Chuyển giới Việt Nam 2020
- Nguyễn Hoàng My: Top 45 Giọng hát Việt 2019
- Lý Huỳnh My : Top 20 Hoa hậu Chuyển giới Việt Nam 2023, tham dự casting The Face Vietnam

## Phiên bản chương trình – Chinh phục hoàn mỹ

### Dàn huấn luyện viên và ban giám khảo
| Họ tên               | Danh hiệu, nghề nghiệp                                           | Vai trò            |
| -------------------- | ---------------------------------------------------------------- | ------------------ |
| Dương Ngọc Khả Trang | Giải Vàng Siêu mẫu Việt Nam 2015 Quán Quân Siêu mẫu Quốc tế 2018 | Mentor (Team Xanh) |
| Mạch Huy             | Stylist                                                          | Mentor (Team Xanh) |
| Phí Phương Anh       | Ca sĩ, Quán Quân The Face Vietnam 2016                           | Mentor (Team Hồng) |
| Adrian Anh Tuấn      | NTK                                                              | Mentor (Team Hồng) |
| Nguyễn Hương Giang   | Hoa hậu Chuyển giới Quốc tế 2018                                 | Ban giám khảo      |
| Đoàn Di Băng         | Doanh nhân, Ca sĩ                                                | Ban giám khảo      |
| Phạm Minh Hữu Tiến   | Dược sĩ                                                          | Ban giám khảo      |

### Danh sách các tập

#### Tập 1: Hương Giang bấn loạn cảm xúc với dàn mỹ nhân  &  Tập 2: H'hen Ni Suyễn gây "náo loạn" khiến Hương Giang phấn khích
Ngày phát sóng: 14 tháng 12 năm 2018  &  19 tháng 12 năm 2019
| STT | Thí sinh             | Phần thi                                 | Phần thi                                       |
| STT | Thí sinh             | Hình thức                                | Tiết mục                                       |
| --- | -------------------- | ---------------------------------------- | ---------------------------------------------- |
| 1   | Châu Kim Sang        | Hát (trực tiếp)                          | Dạ cổ hoài lang                                |
| 2   | Nguyễn An Nhi        | Nhảy hiện đại                            | Em muốn anh đưa em về                          |
| 3   | Lý Huỳnh My          | Diễn kịch                                | Anh cứ đi đi                                   |
| 4   | Nguyễn Nhã Kỳ        | Nhảy hiện đại                            | Như lời đồn                                    |
| 5   | Lại Thế Hòa (‡)      | Múa Chăm                                 | Vũ điệu Apsara                                 |
| 6   | Hồ Điệp              | Múa đương đại                            | Quê tôi                                        |
| 7   | Nguyễn Trần Ngọc Vi  | Múa đương đại                            | Dáng em lụa là                                 |
| 8   | Nguyễn Tôn Hảo       | Nấu ăn & Múa                             | Nụ cười Angkor                                 |
| 9   | Nguyễn Hoàng My      | Hát (trực tiếp)                          | Una furtiva lagrima                            |
| 10  | Hồ Mai Thi           | Hát (trực tiếp)                          | Tất cả sẽ thay em                              |
| 11  | Non Noy              | Múa                                      | Robam Tep Apsara                               |
| 12  | Phương Linh (‡)      | Hát (trực tiếp)                          | Rời bỏ                                         |
| 13  | Linh Mỹ Nhi          | DJ                                       | Gọi tên anh trong đêm & Anh đang ở đâu đấy anh |
| 14  | Đào Anh              | Nhảy hiện đại                            | 24 Hours                                       |
| 15  | Nguyễn Vũ Hà An (‡)  | Đọc tiểu thuyết                          | Không có                                       |
| 16  | Kayce Chung          | Makeup                                   | Không có                                       |
| 17  | Nguyễn Sử Yến Mi     | Hát (trực tiếp)                          | Mẹ yêu ơi                                      |
| 18  | Bùi Đình Hoài Sa (☆) | Hát (trực tiếp)                          | Sống như những đóa hoa                         |
| 19  | Lê Tiểu Luân (☆)     | Thuyết trình Tiếng anh & Hát (trực tiếp) | Tàu anh qua núi                                |
| 20  | Nguyễn Phương Vy (☆) | Múa nón                                  | Dáng em lụa là                                 |
| 21  | Đỗ Nhật Hà (☆)       | Hát (trực tiếp) & Nhảy hiện đại          | Hot Summer                                     |

(☆) - Thí sinh nhận được ngôi sao ưu tiên
(‡) - Thí sinh thuộc team Xanh, nhưng vì mỗi đội chỉ được tối đa 8 thành viên nên bị loại

#### Tập 3: Hương Giang và BGK tranh cãi quyết liệt, tức giận đòi bỏ về
Ngày phát sóng: 25 tháng 12 năm 2018
- Giám khảo khách mời: Carmen Lo
- Thí sinh vào top nguy hiểm: Nguyễn Nhã Kỳ, Linh Mỹ Nhi, Hồ Điệp, Kayce Chung, Nguyễn Hoàng My, Lê Tiểu Luân
- Thí sinh vào vòng loại trừ: Nguyễn Nhã Kỳ, Hồ Điệp, Kayce Chung, Nguyễn Hoàng My
- Chiến thắng thử thách: Team Xanh
- Thí sinh bị loại: Nguyễn Nhã Kỳ, Hồ Điệp

#### Tập 4: Dược Sĩ Tiến “gây sốc” khi ôm heo lên thảm đỏ
Ngày phát sóng: 30 tháng 12 năm 2018
- Giám khảo khách mời: Lê Trang, Thúy Vân, Khánh Ngân
- Thí sinh vào top nguy hiểm: Nguyễn An Nhi, Lý Huỳnh My, Nguyễn Hoàng My, Kayce Chung, Nguyễn Tôn Hảo
- Thí sinh vào vòng loại trừ: Nguyễn An Nhi, Lý Huỳnh My, Kayce Chung
- Chiến thắng thử thách: Nhật Hà
- Thí sinh bị loại: Nguyễn An Nhi, Lý Huỳnh My

#### Tập 5: Di Băng, Dược Sĩ Tiến tranh cãi quyết liệt làm Đỗ Hiếu choáng
Ngày phát sóng: 4 tháng 1 năm 2019
- Giám khảo khách mời: Ali Hoàng Dương, Đỗ Hiếu
- Thí sinh vào top nguy hiểm: Kayce Chung, Nguyễn Hoàng My, Lê Tiểu Luân
- Thí sinh vào vòng loại trừ: Kayce Chung, Nguyễn Hoàng My, Lê Tiểu Luân
- Chiến thắng thử thách: Team Hồng
- Thí sinh bị loại: Kayce Chung, Nguyễn Hoàng My, Lê Tiểu Luân

### Thứ tự loại từ
| Thí sinh            | Tập | Tập       | Tập       | Tập     | Chung kết |
| Thí sinh            | 1–2 | 3         | 4         | 5       | Chung kết |
| ------------------- | --- | --------- | --------- | ------- | --------- |
| Đỗ Nhật Hà          | Qua | An toàn   | Thắng     | Thắng   | Hoa hậu   |
| Nguyễn Phương Vy    | Qua | An toàn   | An toàn   | Thắng   | Á hậu 1   |
| Bùi Đình Hoài Sa    | Qua | Thắng     | An toàn   | An toàn | Á hậu 2   |
| Trần Nguyễn Ngọc Vi | Qua | Thắng     | An toàn   | An toàn | Top 5     |
| Lê Tiểu Luân        | Qua | Thắng     | An toàn   | Loại    | Top 5     |
| Châu Kim Sang       | Qua | Thắng     | An toàn   | An toàn | Top 10    |
| Nguyễn Tôn Hảo      | Qua | An toàn   | An toàn   | Thắng   | Top 10    |
| Đào Anh             | Qua | Thắng     | An toàn   | An toàn | Top 10    |
| Nguyễn Sử Yến Mi    | Qua | Thắng     | An toàn   | An toàn | Top 10    |
| Linh Mỹ Nhi         | Qua | An toàn   | An toàn   | Thắng   | Top 10    |
| Nguyễn Hoàng My     | Qua | Nguy hiểm | An toàn   | Loại    |           |
| Kayce Chung         | Qua | Nguy hiểm | Nguy hiểm | Loại    |           |
| Nguyễn An Nhi       | Qua | An toàn   | Loại      |         |           |
| Lý Huỳnh My         | Qua | An toàn   | Loại      |         |           |
| Nguyễn Nhã Kỳ       | Qua | Loại      |           |         |           |
| Hồ Điệp             | Qua | Loại      |           |         |           |

Team Xanh
Team Đỏ
     Thí sinh của đội chiến thắng thử thách / Thí sinh chiến thắng thử thách cá nhân
     Thí sinh vào vòng loại trừ nhưng không bị loại
     Thí sinh vào vòng loại trừ và bị loại
     Hoa hậu Chuyển giới Việt Nam 2018
     Á hậu
     Top 5
     Top 10

## Dự thi quốc tế
Chú thích
- Chiến thắng
- Á hậu
- Lọt vào chung kết hoặc bán kết

| Cuộc thi                      | Đại diện         | Quê quán              | Danh hiệu | Thứ hạng      | Giải thưởng đặc biệt                                                       |
| ----------------------------- | ---------------- | --------------------- | --------- | ------------- | -------------------------------------------------------------------------- |
| Miss International Queen 2019 | Đỗ Nhật Hà       | Thành phố Hồ Chí Minh | Hoa hậu   | Top 6         | Most Popular Introductory Video Top 5 Best Evening Gown Top 12 Best Talent |
| Miss International Queen 2020 | Bùi Đình Hoài Sa | An Giang              | Á hậu 2   | Top 12        | Most Popular Introductory Video 1st Runner-up Best Talent                  |
| Miss Universe Trans 2023      | Nguyễn Sử Yến Mi | Khánh Hòa             | Top 10    | 1st Runner-Up | Không                                                                      |